# Michael Land
Michael Land (Boston, 1961 –) é um compositor e músico norte-americano, conhecido por seu trabalho na música de jogos eletrônicos, especialmente nos anos em que foi responsável pela trilha sonora de jogos da LucasArts.